# São Cosmado
São Cosmado ist eine Gemeinde (Freguesia) im portugiesischen Kreis Armamar. In ihr leben 514 Einwohner (Stand 19. April 2021).